# Unione Sportiva Cremonese 1982-1983
Questa voce raccoglie le informazioni riguardanti l'Unione Sportiva Cremonese nelle competizioni ufficiali della stagione 1982-1983.

## Stagione
Nella stagione 1982-1983 la Cremonese ha disputato il campionato di Serie B: terza classificata a pari merito, ha pareggiato negli spareggi promozione con il Catania e con il Como, e, in virtù della vittoria degli etnei sui lariani, il Catania è stato promosso con Milan e Lazio, che si erano classificate prima e seconda.
Continua la magia dell'allenatore Emiliano Mondonico nella sua Cremona, con una stagione a dir poco emozionante ed entusiasmante, ma dal finale amaro. Dopo decenni di sofferenza la Cremonese torna a sognare la Serie A, ma il sogno si infrange a Varese nell'ultima di campionato, contro un'avversaria che non ha più nulla da chiedere al campionato, non riesce a vincere, rimedia un (1-1) e addio promozione diretta. Gli spareggi di fine giugno con due (0-0) fanno rimanere i grigiorossi in Serie B.
Nella Coppa Italia la Cremonese disputa prima del campionato il settimo girone di qualificazione, che promuove agli ottavi di finale il Cesena ed il Catanzaro.

## Rosa
| N. |                   | Ruolo | Calciatore          |
| -- | ----------------- | ----- | ------------------- |
|    | Italia (bandiera) | C     | Claudio Bencina     |
|    | Italia (bandiera) | C     | Loris Boni          |
|    | Italia (bandiera) | C     | Fulvio Bonomi       |
|    | Italia (bandiera) | D     | Stefano Di Chiara   |
|    | Italia (bandiera) | P     | Giulio Drago        |
|    | Italia (bandiera) | D     | Fabio Ferri         |
|    | Italia (bandiera) | C     | Giancarlo Finardi   |
|    | Italia (bandiera) | A     | Sauro Frutti        |
|    | Italia (bandiera) | C     | Gianluigi Galbagini |
|    | Italia (bandiera) | C     | Romano Galvani      |

| N. |                   | Ruolo | Calciatore        |
| -- | ----------------- | ----- | ----------------- |
|    | Italia (bandiera) | D     | Felice Garzilli   |
|    | Italia (bandiera) | D     | Vittorio Marini   |
|    | Italia (bandiera) | C     | Graziano Mazzoni  |
|    | Italia (bandiera) | D     | Mario Montorfano  |
|    | Italia (bandiera) | P     | Cesidio Oddi      |
|    | Italia (bandiera) | D     | Sergio Paolinelli |
|    | Italia (bandiera) | P     | Enrico Pionetti   |
|    | Italia (bandiera) | A     | Stefano Rebonato  |
|    | Italia (bandiera) | A     | Gianluca Vialli   |
|    | Italia (bandiera) | C     | Walter Viganò     |

## Risultati

### Serie B

#### Girone di andata
| Arbitro: | Pezzella (Frattamaggiore) |

|  |           |                |
|  | Marcatori | 82’ Cantarutti |

| Arbitro: | Testa (Prato) |

|               |           |                       |
| Marronaro 77’ | Marcatori | 67’ Vialli 82’ Viganò |

| Arbitro: | Sarti (Modena) |

|                               |           |  |
| Bonomi 20’ Finardi 30’ (rig.) | Marcatori |  |

| Como 3 ottobre 1982 4ª giornata | Como               | 0 – 0 | Cremonese | Stadio Giuseppe Sinigaglia\| Arbitro: \| Sguizzato (Verona) \| |
| Arbitro:                        | Sguizzato (Verona) |       |           |                                                                |

| Arbitro: | Lamorgese (Potenza) |

|                     |           |  |
| Giordano 78’ (rig.) | Marcatori |  |

| Cremona 17 ottobre 1982 6ª giornata | Cremonese       | 0 – 0 | Foggia | Stadio Giovanni Zini\| Arbitro: \| Facchin (Udine) \| |
| Arbitro:                            | Facchin (Udine) |       |        |                                                       |

| Arbitro: | Leni (Perugia) |

|             |           |                 |
| Luperto 21’ | Marcatori | 55’ 86’ Galvani |

| Arbitro: | Bianciardi (Siena) |

|                             |           |            |
| Frutti 15’, 18’ Galvani 50’ | Marcatori | 89’ Sandri |

| Arbitro: | Polacco (Conegliano) |

|                               |           |                   |
| Frutti 15’ Finardi 52’ (rig.) | Marcatori | 90’ (rig.) Biondi |

| Arbitro: | Patrussi (Ravenna) |

|  |           |            |
|  | Marcatori | 43’ Bonomi |

| Arbitro: | Longhi (Roma) |

|                                     |           |                                           |
| Ferri 12’ Frutti 20’ Paolinelli 56’ | Marcatori | 13’ Serena 23’ Pasinato 70’ (rig.) Baresi |

| Arbitro: | Bergamo (Livorno) |

|                                  |           |                               |
| De Rosa 4’, 12’ Ferri 35’ (aut.) | Marcatori | 21’ (aut.) De Rosa 22’ Vialli |

| Arbitro: | Redini (Pisa) |

|              |           |              |
| Rebonato 76’ | Marcatori | 39’ Graziani |

| Arbitro: | Pirandola (Lecce) |

|                   |           |            |
| Traini 34’ (rig.) | Marcatori | 9’ Mazzoni |

| Cremona 3 gennaio 1954 15ª giornata | Cremonese         | 0 – 0 | Pistoiese | Stadio Giovanni Zini\| Arbitro: \| Angelelli (Terni) \| |
| Arbitro:                            | Angelelli (Terni) |       |           |                                                         |

| Arbitro: | Esposito (Torre del Greco) |

|  |           |             |
|  | Marcatori | 78’ Finardi |

| Arbitro: | Paparesta (Bari) |

|                       |           |                       |
| Vialli 68’ Frutti 77’ | Marcatori | 62’ Scarpa 67’ Pavone |

| Bologna 16 gennaio 1983 18ª giornata | Bologna           | 0 – 0 | Cremonese | Stadio Renato Dall'Ara\| Arbitro: \| Falzier (Treviso) \| |
| Arbitro:                             | Falzier (Treviso) |       |           |                                                           |

| Cremona 24 gennaio 1983 19ª giornata | Cremonese     | 0 – 0 | Varese | Stadio Giovanni Zini\| Arbitro: \| Testa (Prato) \| |
| Arbitro:                             | Testa (Prato) |       |        |                                                     |

#### Girone di ritorno
| Catania 30 gennaio 1983 20ª giornata | Catania          | 0 – 0 | Cremonese | Stadio Cibali\| Arbitro: \| Benedetti (Roma) \| |
| Arbitro:                             | Benedetti (Roma) |       |           |                                                 |

| Arbitro: | Leni (Perugia) |

|              |           |  |
| Rebonato 58’ | Marcatori |  |

| Arbitro: | Bianciardi (Siena) |

|              |           |  |
| Perrotta 18’ | Marcatori |  |

| Arbitro: | Magni (Bergamo) |

|                   |           |  |
| Frutti 50’ (rig.) | Marcatori |  |

| Arbitro: | Pieri (Genova) |

|  |           |              |
|  | Marcatori | 87’ Giordano |

| Arbitro: | Angelelli (Terni) |

|                          |           |            |
| Conca 12’ Roccotelli 53’ | Marcatori | 13’ Vialli |

| Arbitro: | Pezzella (Frattamaggiore) |

|                        |           |  |
| Finardi 39’ Bonomi 49’ | Marcatori |  |

| Arbitro: | Ballerini (La Spezia) |

|             |           |             |
| Pacione 77’ | Marcatori | 87’ Finardi |

| Arbitro: | Lanese (Messina) |

|                     |           |            |
| Garzilli 89’ (aut.) | Marcatori | 68’ Viganò |

| Arbitro: | Mattei (Macerata) |

|                        |           |                                      |
| Bencina 11’ Frutti 82’ | Marcatori | 44’ Morbiducci Montorfano 89’ (aut.) |

| Arbitro: | Pairetto (Torino) |

|                |           |            |
| Battistini 24’ | Marcatori | 61’ Bonomi |

| Arbitro: | Esposito (Torre del Greco) |

|                |           |  |
| Vialli 27’ 76’ | Marcatori |  |

| Arbitro: | Agnolin (Bassano del Grappa) |

|               |           |             |
| Di Chiara 76’ | Marcatori | 61’ Finardi |

| Arbitro: | Paparesta (Bari) |

|            |           |  |
| Vialli 75’ | Marcatori |  |

| Pistoia 15 maggio 1983 34ª giornata | Pistoiese         | 0 – 0 | Cremonese | Stadio Comunale\| Arbitro: \| Mattei (Macerata) \| |
| Arbitro:                            | Mattei (Macerata) |       |           |                                                    |

| Arbitro: | Redini (Pisa) |

|            |           |             |
| Vialli 78’ | Marcatori | 20’ Baldini |

| Cava dei Tirreni 29 maggio 1983 36ª giornata | Cavese              | 0 – 0 | Cremonese | Stadio Comunale\| Arbitro: \| Menicucci (Firenze) \| |
| Arbitro:                                     | Menicucci (Firenze) |       |           |                                                      |

| Arbitro: | Barbaresco (Cormons) |

|                                              |           |  |
| Frutti 40’ (rig.) 67’ Ferri 82’ Rebonato 86’ | Marcatori |  |

| Arbitro: | D'Elia (Salerno) |

|               |           |              |
| Bongiorni 28’ | Marcatori | 75’ Rebonato |

### Coppa Italia

#### Primo turno
| Cremona 18 agosto 1982 1ª giornata | Cremonese          | 0 – 0 | Paganese | Stadio Giovanni Zini\| Arbitro: \| De Marchi (Novara) \| |
| Arbitro:                           | De Marchi (Novara) |       |          |                                                          |

| Arbitro: | Lamorgese (Potenza) |

|                       |           |            |
| Speggiorin 82’ (rig.) | Marcatori | 55’ Frutti |

| Arbitro: | Paparesta (Bari) |

|                            |           |                         |
| Oddi 87’ (aut.) 89’ Frutti | Marcatori | 35’, 39’, 49’ Schachner |

| Arbitro: | Leni (Perugia) |

|                                                  |           |              |
| De Agostini 31’, 38’ Bivi 44’ (rig.) Mariani 70’ | Marcatori | 86’ Rebonato |

| Arbitro: | Pirandola (Lecce) |

|             |           |  |
| Finardi 68’ | Marcatori |  |

## Statistiche

### Statistiche di squadra
| Competizione | Punti | In casa | In casa | In casa | In casa | In casa | In casa | In trasferta | In trasferta | In trasferta | In trasferta | In trasferta | In trasferta | Totale | Totale | Totale | Totale | Totale | Totale | DR  |
| Competizione | Punti | G       | V       | N       | P       | Gf      | Gs      | G            | V            | N            | P            | Gf           | Gs           | G      | V      | N      | P      | Gf     | Gs     | DR  |
| ------------ | ----- | ------- | ------- | ------- | ------- | ------- | ------- | ------------ | ------------ | ------------ | ------------ | ------------ | ------------ | ------ | ------ | ------ | ------ | ------ | ------ | --- |
| Serie B      | 45    | 19      | 9       | 8       | 2       | 27      | 13      | 19           | 4            | 11           | 4            | 15           | 15           | 38     | 13     | 19     | 6      | 42     | 28     | +14 |
| Coppa Italia | 4     | 3       | 1       | 1       | 1       | 3       | 3       | 2            | 0            | 1            | 1            | 2            | 5            | 5      | 1      | 2      | 2      | 5      | 8      | -3  |
| Totale       |       | 22      | 10      | 9       | 3       | 30      | 16      | 21           | 4            | 12           | 5            | 17           | 20           | 43     | 14     | 21     | 8      | 47     | 36     | +11 |

### Statistiche dei giocatori
| Giocatore     | Serie B  | Serie B | Serie B     | Serie B    | Coppa Italia | Coppa Italia | Coppa Italia | Coppa Italia | Totale   | Totale | Totale      | Totale     |
| Giocatore     | Presenze | Reti    | Ammonizioni | Espulsioni | Presenze     | Reti         | Ammonizioni  | Espulsioni   | Presenze | Reti   | Ammonizioni | Espulsioni |
| ------------- | -------- | ------- | ----------- | ---------- | ------------ | ------------ | ------------ | ------------ | -------- | ------ | ----------- | ---------- |
| C. Bencina    | 32       | 1       | ?           | ?          | ?            | ?            | ?            | ?            | 32+      | 1+     | ?           | ?          |
| L. Boni       | 15       | 0       | ?           | ?          | ?            | ?            | ?            | ?            | 15+      | 0+     | ?           | ?          |
| F. Bonomi     | 35       | 4       | ?           | ?          | ?            | ?            | ?            | ?            | 35+      | 4+     | ?           | ?          |
| S. Di Chiara  | 24       | 0       | ?           | ?          | ?            | ?            | ?            | ?            | 24+      | 0+     | ?           | ?          |
| F. Ferri      | 34       | 2       | ?           | ?          | ?            | ?            | ?            | ?            | 34+      | 2+     | ?           | ?          |
| G. Finardi    | 33       | 6       | ?           | ?          | ?            | ?            | ?            | ?            | 33+      | 6+     | ?           | ?          |
| S. Frutti     | 36       | 9       | ?           | ?          | ?            | ?            | ?            | ?            | 36+      | 9+     | ?           | ?          |
| G. Galbagini  | 14       | 0       | ?           | ?          | ?            | ?            | ?            | ?            | 14+      | 0+     | ?           | ?          |
| R. Galvani    | 19       | 3       | ?           | ?          | ?            | ?            | ?            | ?            | 19+      | 3+     | ?           | ?          |
| F. Garzilli   | 24       | 0       | ?           | ?          | ?            | ?            | ?            | ?            | 24+      | 0+     | ?           | ?          |
| V. Marini     | 1        | 0       | ?           | ?          | ?            | ?            | ?            | ?            | 1+       | 0+     | ?           | ?          |
| G. Mazzoni    | 27       | 1       | ?           | ?          | ?            | ?            | ?            | ?            | 27+      | 1+     | ?           | ?          |
| M. Montorfano | 34       | 0       | ?           | ?          | ?            | ?            | ?            | ?            | 34+      | 0+     | ?           | ?          |
| C. Oddi       | 1        | -1      | ?           | ?          | ?            | ?            | ?            | ?            | 1+       | -1+    | ?           | ?          |
| S. Paolinelli | 33       | 1       | ?           | ?          | ?            | ?            | ?            | ?            | 33+      | 1+     | ?           | ?          |
| E. Pionetti   | 37       | -27     | ?           | ?          | ?            | ?            | ?            | ?            | 37+      | -27+   | ?           | ?          |
| S. Rebonato   | 17       | 4       | ?           | ?          | ?            | ?            | ?            | ?            | 17+      | 4+     | ?           | ?          |
| G. Vialli     | 35       | 8       | ?           | ?          | ?            | ?            | ?            | ?            | 35+      | 8+     | ?           | ?          |
| W. Viganò     | 35       | 2       | ?           | ?          | ?            | ?            | ?            | ?            | 35+      | 2+     | ?           | ?          |